# Hier und Jetzt, Verlag für Kultur und Geschichte
Hier und Jetzt, Verlag für Kultur und Geschichte GmbH (früher mit der Schreibweise hier + jetzt) ist ein Schweizer Buchverlag mit Sitz in Zürich (bis Mai 2020 in Baden).

## Verlagsprogramm
Gegründet 1998 von Urs Bernet, Bruno Meier und Andreas Steigmeier, sieht sich der Verlag als einer der führenden Verlage für Sachbücher zur Schweizer Geschichte. Im Zentrum stehen Überblicke zur nationalen sowie Exemplarisches zur regionalen Geschichte. Diese umfasst im Verständnis des Verlags auch den Alltag, die Wirtschaft und die Kultur. Dabei wird bewusst der Bezug zur Gegenwart gesucht. Darüber hinaus führt der Verlag ein Fachbuchprogramm für Kulturprofis in den Bereichen Museologie, Kulturmanagement und Archivwissenschaft.